# Courcelles (Loiret)
Courcelles è un comune francese di 285 abitanti situato nel dipartimento del Loiret nella regione del Centro-Valle della Loira.

## Società

### Evoluzione demografica
Abitanti censiti